# Смит, Джониэль
Джониэль Смит (англ. Jonielle Smith; род. 30 января 1996) — ямайская легкоатлетка, которая специализируется в спринтерских дисциплинах, чемпионка мира, призерка континентальных соревнований.

## Биография
На чемпионате мира 2019 завоевала «золото» в эстафете 4×100 метров и была шестой в беге на 100 метров.